# Камјенка (Стара Љубовња)
Камјенка (слч. Kamienka) насељено је мјесто са административним статусом сеоске општине (слч. obec) у округу Стара Љубовња, у Прешовском крају, Словачка Република.

## Становништво
| Година:    | 1994. | 2004.   | 2014.   | 2024.   |
| ---------- | ----- | ------- | ------- | ------- |
| Број људи: | 1440  | 1409    | 1376    | 1341    |
| Разлика:   |       | -2,15 % | -2,34 % | -2,54 % |

| Година:    | 2023. | 2024.   |
| ---------- | ----- | ------- |
| Број људи: | 1327  | 1341    |
| Разлика:   |       | +1,05 % |

Према подацима о броју становника из 2024. године насеље је имало 1341 становника.